# 米海洛韋 (謝苗諾夫卡區)
52°15′45″N 32°32′46″E / 52.26250°N 32.54611°E
米海洛韋（烏克蘭語：Михайлове），是烏克蘭北部的村莊，隸屬切爾尼希夫州的諾夫霍羅德-錫韋爾斯基區。該村面積0.11平方公里，海拔高度157米，2001年人口9，人口密度每平方公里81.8人。